# Josip
Josip är ett kroatisk mansnamn och en variant av det bibliska namnet Josef. Den kvinnliga namnvarianten är Josipa. I Sverige bodde det till och med den 31 december 2011 499 män med namnet Josip varav 412 hade det som tilltalsnamn.

## Personer med namnet Josip
- Josip Bozanić (1949–) – kardinal och Zagrebs ärkebiskop
- Josip Broz Tito (1892–1980) – partisan, kommunist och jugoslavisk statschef av kroatisk-slovensk börd
- Josip Čorak (1943–) – brottare
- Josip Freudenreich (1827–1881) – skådespelare och lustspelsförfattare
- Josip Jelačić (1801–1859) – greve och ban av Kroatien
- Josip Kozarac (1858–1906) – författare
- Josip Pivarić (1989–) – fotbollsspelare
- Josip Šimunić (1978–) – fotbollsspelare
- Josip Skoblar (1941–) – före detta fotbollsspelare
- Josip Skoko (1975–) – australisk fotbollsspelare av kroatisk påbrå
- Josip Juraj Strossmayer (1815–1905) – biskop, politiker och författare